# Nemesia raripila
Nemesia raripila là một loài nhện trong họ Nemesiidae.
Nemesia raripila được miêu tả năm 1914 bởi Simon.